# Maquis du Limousin
 (novembre 2024).
Si vous disposez d'ouvrages ou d'articles de référence ou si vous connaissez des sites web de qualité traitant du thème abordé ici, merci de compléter l'article en donnant les références utiles à sa vérifiabilité et en les liant à la section « Notes et références ».
 (mars 2024).
La mise en forme du texte ne suit pas les recommandations de Wikipédia : il faut le « wikifier ».
Les points d'amélioration suivants sont les cas les plus fréquents. Le détail des points à revoir est peut-être précisé sur la page de discussion.
- Les titres sont pré-formatés par le logiciel. Ils ne sont ni en capitales, ni en gras.
- Le texte ne doit pas être écrit en capitales (les noms de famille non plus), ni en gras, ni en italique, ni en « petit »…
- Le gras n'est utilisé que pour surligner le titre de l'article dans l'introduction, une seule fois.
- L'italique est rarement utilisé : mots en langue étrangère, titres d'œuvres, noms de bateaux, etc.
- Les citations ne sont pas en italique mais en corps de texte normal. Elles sont entourées par des guillemets français : « et ».
- Les listes à puces sont à éviter, des paragraphes rédigés étant largement préférés. Les tableaux sont à réserver à la présentation de données structurées (résultats, etc.).
- Les appels de note de bas de page (petits chiffres en exposant, introduits par l'outil «  Source ») sont à placer entre la fin de phrase et le point final[comme ça].
- Les liens internes (vers d'autres articles de Wikipédia) sont à choisir avec parcimonie. Créez des liens vers des articles approfondissant le sujet. Les termes génériques sans rapport avec le sujet sont à éviter, ainsi que les répétitions de liens vers un même terme.
- Les liens externes sont à placer uniquement dans une section « Liens externes », à la fin de l'article. Ces liens sont à choisir avec parcimonie suivant les règles définies. Si un lien sert de source à l'article, son insertion dans le texte est à faire par les notes de bas de page.
- La présentation des références doit suivre les conventions bibliographiques. Il est recommandé d'utiliser les modèles {{Ouvrage}}, {{Chapitre}}, {{Article}}, {{Lien web}} et/ou {{Bibliographie}}. Le mode d'édition visuel peut mettre en forme automatiquement les références.
- Insérer une infobox (cadre d'informations à droite) n'est pas obligatoire pour parachever la mise en page.

Pour une aide détaillée, merci de consulter Aide:Wikification.
Si vous pensez que ces points ont été résolus, vous pouvez retirer ce bandeau et améliorer la mise en forme d'un autre article.
Le maquis du Limousin, située en région R5, est l'un des plus grands et actifs maquis résistants de France pendant la Seconde Guerre mondiale.

## Préambule

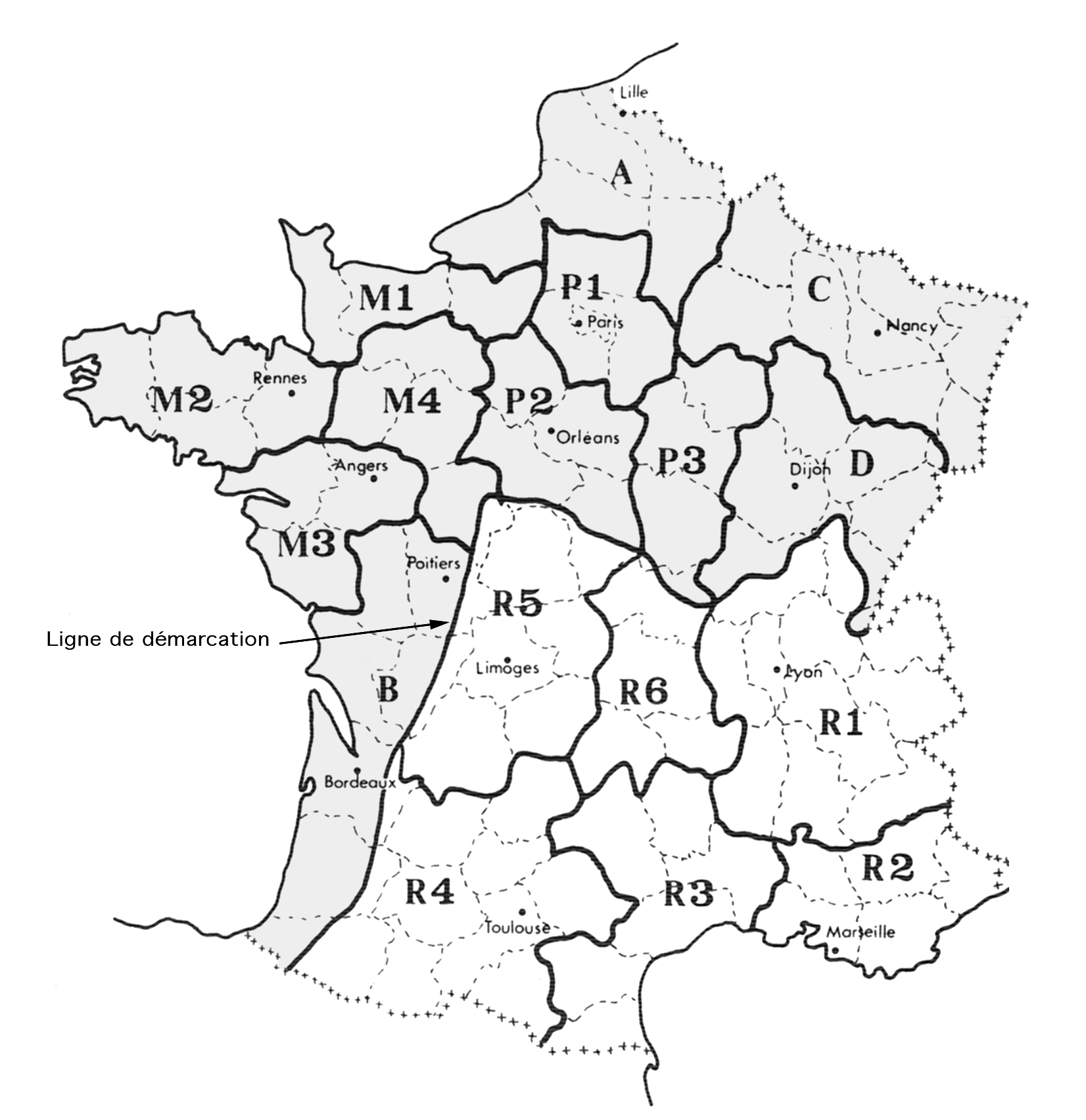
Organisation géographique de la Résistance française.

Le Limousin a été profondément marqué par les exactions de la 2e division SS Das Reich avec les 99 pendus de Tulle le 9 juin 1944 ainsi que le massacre d'Oradour-sur-Glane le 10 juin 1944 à la suite du débarquement de Normandie sous les ordres du général Heinz Lammerding.
De même, la résistance locale a été troublée par les antagonismes constants entre les maquis Armée secrète (AS) et Francs-tireurs et partisans (FTP) quant aux modes d'actions (notamment à Tulle et à Guéret), à la répartition des pouvoirs à la Libération fin août 1944 ainsi qu'à l'ampleur de l'épuration.
Dirigés pour les Mouvements unis de la Résistance par Gontran Royer jusqu'en 1943, les responsables les plus connus des maquis de la région limousine sont :
- Maurice Rousselier, Colonel Rivier, commandant des Forces françaises de l'intérieur (FFI) pour la région R5 en 1944.
- Eugène Déchelette, alias Ellipse ou Chasseigne, délégué militaire régional de la « région R5 » (administrateur de société, compagnon de la Libération).
- Georges Héritier, délégué militaire départemental de l'Indre puis délégué militaire régional adjoint de la « région R5 », compagnon de la Libération.
- Edmond Michelet, chef régional des Mouvements unis de la Résistance jusqu'à son arrestation.
- Albert Fossey-François, compagnon de la Libération, chef des FFI de la Creuse.
- Georges Guingouin, compagnon de la Libération, chef des FFI de la Haute-Vienne.
- Eugène Pinte, commandant FFI du secteur Ouest Haute-Vienne.
- Jacques Chapou, chef des FTP de Corrèze en juin 1944.
- Édouard Valéry, chef départemental des FTP de Corrèze de mars (ou janvier) à mai 1944.
- Roger Lescure, compagnon de la Libération, de l'état-major des FFI pour la région R5.
- André Malraux, compagnon de la Libération.
- José Gonzalvo Uson, officier de l'Armée populaire de la République espagnole qui a intégré en juin 1943 le 2e bataillon F.T.P.F. du 1er régiment de Dordogne-Nord avec le grade de capitaine.
- Léon Lanot, principal chef FTPF de Haute-Corrèze. Sous le nom de guerre de « Louis », il a commandé huit bataillons soit près de quatre mille maquisards[1].
- Alfred Dutheillet de Lamothe dit le capitaine Fred
- Auguste Tourtaud, chef d'état major départemental des Francs-tireurs et partisans français (FTPF) en 1944 avec le grade de commandant. Il fait partie du Comité départemental de libération de la Creuse-CDL.
- Bernard Le Lay, résistant FTPF. colonel FFI. Ce maquis prit très vite le nom de son chef charismatique (Maquis Bernard). Fort de plus de deux mille hommes, les maquisards participèrent aux combats les plus sanglants (Chabanais, Exideuil, Oradour-sur-Vayres, Aixe-sur-Vienne...), ainsi qu’à la libération de Limoges et d’Angoulême il est inhumé au Mémorial de la Résistance de Chasseneuil-sur-Bonnieure avec Claude Bonnier, André Chabanne ou René Chabasse[2].
- Roger Cerclier, chef des Mouvements unis de la Résistance pour la Creuse.
- Robert Caulet, dit Laurent, dirigeant du Front national de Corrèze à partir de 1942, président du CDL de Corrèze à partir de juillet 1944, préfet du maquis en juillet-août 1944, puis préfet de transition à la Libération (septembre 1944).
- Marius Guedin, chef des maquis AS de Corrèze.
- René Vaujour, chef des FFI de Corrèze.
- Louis Lemoigne, chef civil de l'AS de haute Corrèze.

Et leurs camarades martyrs :
- Martial Brigouleix, compagnon de la Libération, chef de Combat pour l'arrondissement de Tulle.
- Henri Chas, compagnon de la Libération, chef des corps francs de la libération.
- André Delon.
- Raymond Faro.
- Lucien Ganne.
- Jacques Renouvin.
- Pierre Souletie.
- Marcel Pinte
- Jean Gagnant
- Georges Simandoux.
- Georges Dumas.

## Chronologie et faits d'armes principaux
Les maquisards limousins se sont opposés à l'occupant comme dans de nombreux endroits ailleurs en France.
Certains faits d'armes, en particulier en 1944, ont marqué la population locale et nationale :

### 1940
Auteur du premier acte de résistance connu en France, Edmond Michelet fait circuler dès le 17 juin 1940 à Brive le premier tract refusant la défaite.
L'autre figure dominante de la Résistance est Georges Guingouin qui, en Haute-Vienne, est révoqué de sa fonction d'instituteur en septembre 1940 du fait de son engagement communiste et choisit de se cacher dans le hameau de Vergnas près de Vicq-sur-Breuilh qui est la première « planque » de Guingouin : en février 1941 - au village de Soulières, commune de Sussac.

### 1941
En avril 1941 Georges Guingouin créé un premier maquis à Soudaine-Lavinadière.
En 1941 à Brive et à Tulle, Edmond Michelet et Martial Brigouleix structurent les premiers groupes de résistance avec les mouvements Combat et Libération qui sont plus tard à l'origine de l'Armée Secrète également appelée l'AS.
Jusqu'en 1942 et l'occupation de la zone libre, les actions sont exclusivement les distributions de tracts.
Daniel Mayer, fonde dès mars 1941 le Comité d'action socialiste avec Suzanne Buisson et anime les réseaux de résistants socialistes. Il fait reparaître clandestinement Le Populaire en mai 1942 ; il en est rédacteur en chef de 1942 à 1944.
Le 16 juillet 1941, Henri Queuille, est révoqué de sa fonction de maire de Neuvic par le régime de Vichy. Lors d'une visite à Neuvic, Claude Hettier de Boislambert, l'informe que le général Charles de Gaulle attache une grande importance à son ralliement.

### 1942

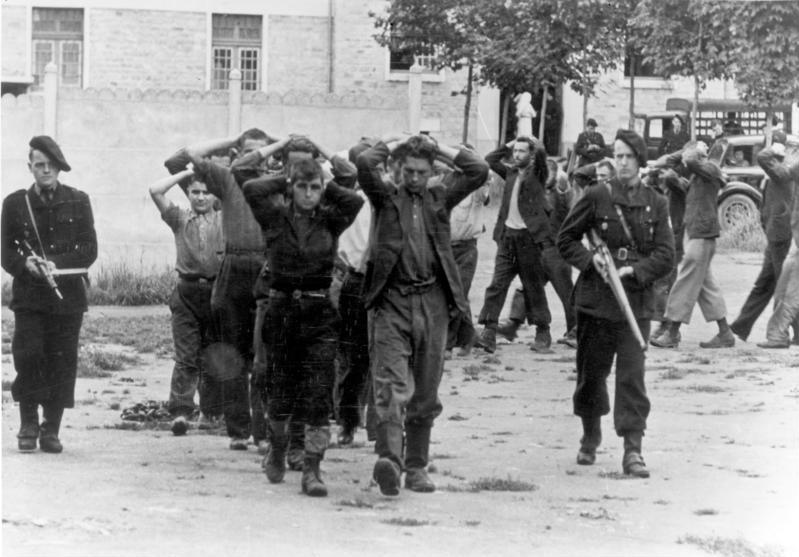
Le maquis rouge en France.
Dans une action contre les terroristes en France, de nombreux prisonniers sont faits. Parmi eux se trouvent de nombreuses natures criminelles, les meurtres, les vols, les attentats dans les trains qu'ils ont sur leur conscience. Ils sont gardés par des membres de la milice française, qui luttent au coude à coude avec les soldats allemands contre le bolchevisme.

Début 1942, l'idée de Résistance commence à prendre des formes concrètes en Corrèze avec les premiers actes de sabotage. Toujours début 1942, se constituent les Francs-tireurs et partisans français (FTPF mais appelé plus fréquemment FTP]).
En avril le mouvement Combat est créé à Ussel, sous l'impulsion du capitaine Faro, par Louis Le Moigne et les docteurs André Belcour et Jean Sirieix,.
En Corrèze, le premier acte de sabotage est le dynamitage de la centrale électrique de l'usine Montupet à Ussel, les 19-20 juin 1942. Cette fonderie appartenait au groupe Gnome et Rhône dont le directeur général, alors le plus important fabricant français de moteurs d'avions, s'était déclaré prêt en août 1940 à coopérer avec les Allemands. Cet évènement a un effet considérable car il visait la production militaire.

La visite du chef de l'État de Vichy, le maréchal Pétain, les 7 et 8 juillet 1942 à Ussel, Tulle et Brive est diversement accueillie par la population. Le maire socialiste d'Ussel, François Var, salue le chef de l'État en s'exclamant : 

« Ici, on vous aime, Monsieur le Maréchal, et cela depuis longtemps déjà ! »

Durant l'été 1942, se montent les premiers camps de résistance, appelés maquis à :
- la Tourette (Faïta) sur la commune d'Ussel, créé par les FTP ;
- dans les gorges de la Dordogne, créé par l'AS.

Dans la seconde moitié de 1942, à Tulle, une section armée de l'Armée Secrète se constitue sous la direction de Martial Brigouleix. Ils se donnent comme principale mission de préparer des terrains de parachutage d'armes ; l'organisation responsable des parachutage s'appelait le COPA (Comité d'organisation des parachutages et atterrissages). Le premier parachutage d'armes a lieu à la mi-novembre à Salon-la-Tour (échec) et Espartignac (succès).
- 19-20 juin 1942 : dynamitage de la centrale électrique de l'usine Montupet à Ussel.
- 11 novembre 1942, jour de l'Armistice de 1918 : les Allemands envahissent la zone libre ; ils arrivent à Brive au cours d'une cérémonie de commémoration de la victoire de 1918. Après l'opération Anton, ayant pour conséquence la démobilisation de l'armée française d'armistice, l'introduction du STO et la réquisition des produits agricoles, les Limousins confortent chacun à sa façon la Résistance.

La consigne « Rien pour les boches » se répand. Le fourrage, le foin, les presses à foin, les batteuses, les botteleuses, etc. sont sabotées et mise hors d'usage. Régulièrement les transports de bovins sont attaqués au profit de l'approvisionnement du Maquis.
- 12 décembre 1942 : destruction à l'explosif d'une botteleuse sur un wagon stationné dans la gare d'Eymoutiers par un commando dirigé par Georges Guingouin.
- Le premier résistant limousin arrêté est Henri Bergeal, originaire de Tulle, le 24 décembre 1942 par les douaniers allemands à la frontière espagnole. Il voulait rejoindre l'Afrique du Nord en tant que pilote et est déporté au camp de concentration d'Oranienbourg-Sachsenhausen.

### 1943

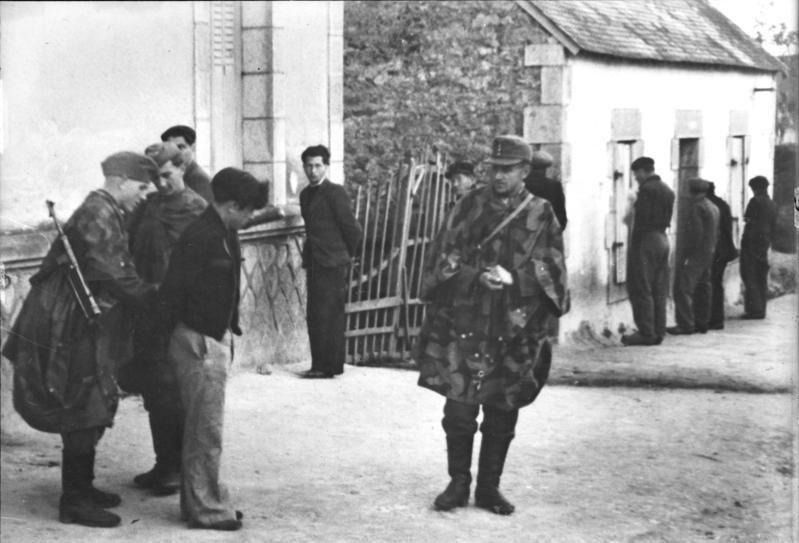
Le maquis rouge en France.
Certains terroristes s'attaquent aux groupes allemands en retraite. Ils sont capturés, ligotés, séparés et nous attendons à présent que soit déterminé leur sort. Souvent, on trouve sur eux de la propagande haineuse communiste pour séduire les adolescents.

Le mouvement Combat fusionne en janvier 1943 avec le mouvement Libération et le mouvement Franc-Tireur pour devenir les MUR.
La mise en place en février 1943 du STO pour les jeunes nés entre 1920 et 1922 est un facteur décisif pour la formation et le développement des maquis. Les réfractaires, c'est-à-dire ceux qui refusent d'aller travailler en Allemagne, constituent des camps dans des fermes isolées et en forêt. Le nombre de personnes prenant le maquis est extrêmement important. Il faut l'organiser.
Georges Leblanc commande l’Armée secrète pour Limoges et est le créateur du Corps franc.
Dirigé depuis la région de Brive-la-Gaillarde puis de Limoges, ce maquis se scinde en plusieurs secteurs principaux :
- Maquis AS de basse Corrèze (Brive), moyenne Corrèze (Tulle) et haute Corrèze (Neuvic-Ussel).
- Maquis FTP entre Corrèze et Dordogne.
- Maquis AS Creusois (Guéret).
- Maquis FTP Limousin (Saint-Gilles-les-Forêts, forêt de Châteauneuf).

Il convient également de noter l'activité considérable déployée par les corps-francs en basse Corrèze et les agents de renseignement sur l'ensemble de la région, notamment André Girard (du réseau Alliance).
- 13 mars 1943 : destruction d'une pile et deux arches du Viaduc de Bussy-Varache, par le commando Georges Guingouin.
- Fin mars : les hommes de 18 à 65 ans sont requis pour garder, la nuit, les voies ferrées… sans armes.
- 19-20 mars 1943 : parachutage de cinq conteneurs à Espartignac, Chamboulive et sur le « terrain de la Zéré » situé aux confins de Condat-sur-Ganaveix-Salon-la-Tour-Lamongerie[5].
- Mi-mai 1943, création du premier groupe armé de la résistance, le groupe Grandel[note 4],[6].
- 9 mai 1943 : sabotage des chaudières de l'usine de recyclage de caoutchouc du Palais-sur-Vienne, par le commando Georges Guingouin.
- À la mi-juillet, les hommes de Georges Guingouin sont particulièrement actifs :
  - 10 juillet 1943 : destruction d'une locomotive à Peyrat-le-Château.
  - 12 juillet 1943 : destruction du canal d'amenée d'eau à la centrale électrique d'Eymoutiers.
  - 12 juillet 1943 : coupure de la ligne téléphonique souterraine Bordeaux-Berlin.
  - 14 juillet 1943 : coupure de la ligne des tramways entre Châteauneuf-la-Forêt et Linards.
  - 18-19 août 1943 : parachutage à Vigeois[5].
- D'août à octobre 1943, les opérations de répression du SD se multiplient et une série d'arrestations à lieu dans les réseaux qui sont alors désorganisés.
  - 24 août 1943 : massacre du bois du Thouraud.
  - 31 août : les maquisards de Blanchefort, situé à Lagraulière, sont encerclés et envoyés en déportation.
  - 7 septembre : cinq maquisards de Puy-Lagarde, à Condat-sur-Ganaveix, sont capturés et envoyés en déportation.
  - 9 septembre : les résistants de Garabœuf, à Saint-Ybard, sont dispersés après avoir subi des pertes.
  - Les maquisards d'Espartignac, pourchassés, se replient vers Estivaux avant de se disséminer. En réponse, les groupes de résistance s'en prennent de plus en plus aux collaborateurs. La lutte entre les deux partis devient sans merci.
  - 22 septembre, Alphonse Denis, fait paraître une « feuille de chou », VALMY !, qui va devenir L'Écho du Centre.
  - 2 octobre, quarante-huit otages sont fusillés au Mont-Valérien. Parmi eux se trouvent six résistants du Limousin : Armand Dutreix[7], du mouvement « Libération-Sud », arrêté le 17 avril 1943, François Perrin[8] qui avait participé à la création de « l’Armée secrète » dans la région, Maurice Schmitt[9], du mouvement « Francs-Tireurs », arrêté en juin 1943, Georges Leblanc[10] commandant « l’Armée secrète » pour Limoges, créateur du « Corps Franc », André Boissière[11], Martial Brigouleix[12] originaire de Tulle, arrêté le 16 avril 1943.
  - 3 octobre, l'agent Gerry Morel, est arrêté à Limoges par la brigade de la Surveillance du Territoire, sur l’indication de la police spéciale locale.
- Le 11 novembre 1943, les quarante-deux membres du camp de l'Armée Secrète de La Besse défilent à Sainte-Féréole. Quatre jours plus tard, ils sont dénoncés et leur camp était encerclé par des troupes allemandes. Dix-huit maquisards sont tués et huit déportés. les seize autres réussissent à se sauver. Laval envoie 4 000 GMR supplémentaires pour aider les troupes et policiers allemands à ratisser la région.
- En automne 1943, le chef FTP Georges Logothétis rencontre Harry Peulevé, le représentant britannique du SOE en Corrèze.
- Le 19 octobre 1943, trente-neuf habitants de Bort-les-Orgues sont déportés par les Allemands avec la complicité de miliciens français et de Bortois à la suite de dénonciations par lettres anonymes ou de fausses accusations. Ils sont rassemblés sur la place de la mairie, trente-cinq hommes et quatre femmes, arrêtés à leur domicile familial ou sur leur lieu de travail, sont déportés à Fresnes pour être internés administratifs ou internés politiques, d'autres sont déportés dans les camps de concentration, à Dachau ou à Buchenwald[13].
- 9 décembre : trois locomotives sont sabotées à Ussel[14].

### 1944

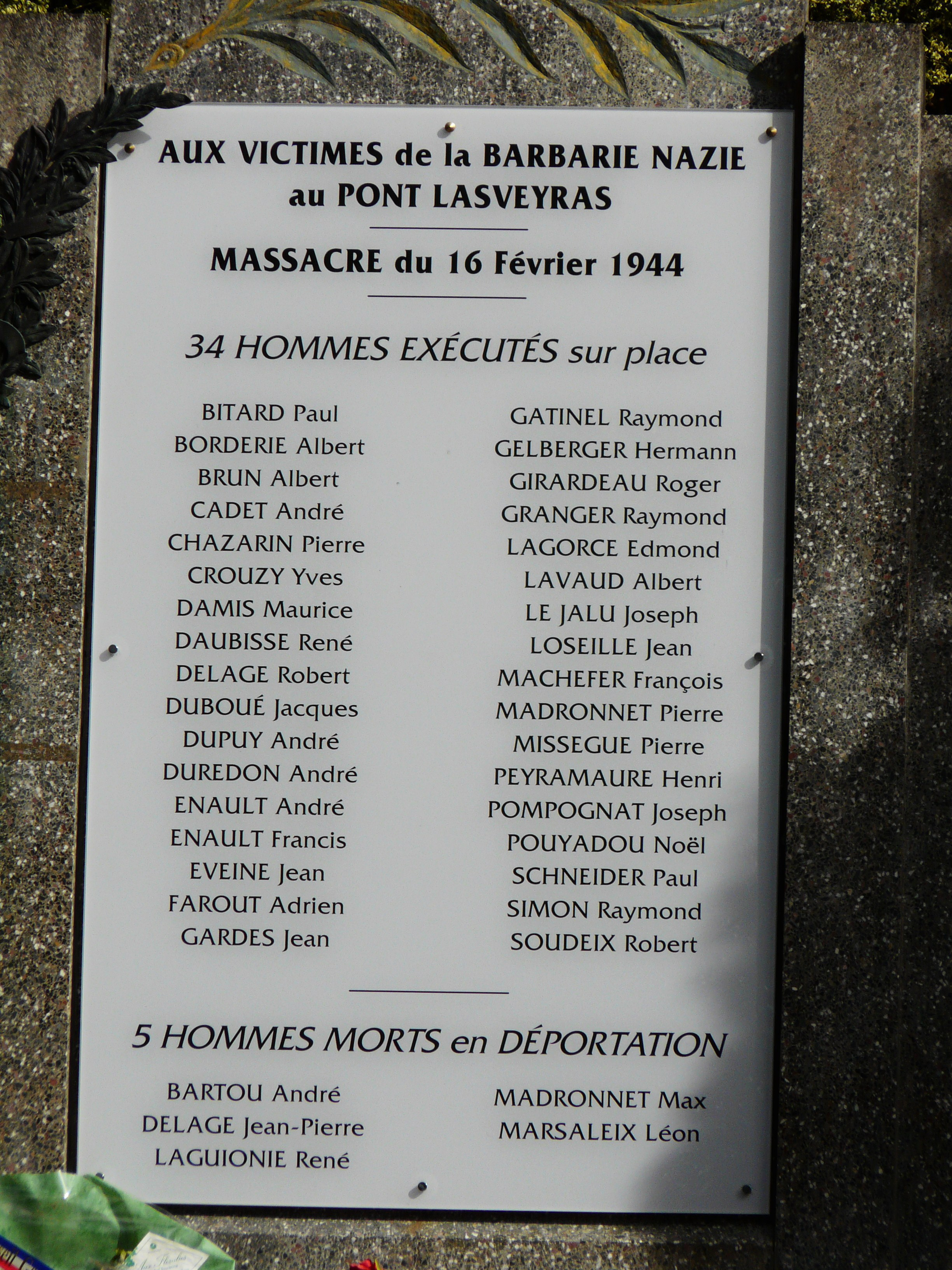
Mémorial du massacre du pont Lasveyras à Beyssenac le 16 février 1944.

- 19 janvier : trois locomotives et un autorail sont sabotés à Bort-les-Orgues[14].
- 31 janvier : entre Turenne et Brive les maquisards lancent une locomotive contre un convoi, qui détruit trois wagons[14].
- 10 février : attaque d'un groupe d'Allemand à la gare de Corrèze, les maquisards s'emparent de matériels et d'armes.
- 11 février : les FTP font dérailler un convoi de vingt-six wagons transportant du matériel de la Wehrmacht dans le tunnel de Planchetorte à la sortie de Brive[15],[16],[14].
- 16 février : deux compagnies allemandes encerclent le moulin du pont Lasveyras, situé à la limite de la Corrèze et de la Dordogne, entre Beyssenac et Payzac où un groupe de résistants ont trouvé refuge. Trente-quatre maquisards sont sommairement exécutés sur place. Douze autres sont déportés dont cinq ne revinrent pas des camps de concentration. Deux résistants échappent au massacre en sautant dans la rivière et en se cachant, tandis qu’un troisième, bien que mitraillé, survit à ses blessures[17],[18].
- 21 février : au viaduc des Farges, près de Meymac, les FTP font sauter la voie au passage d'un train, remorqué par la locomotive 141 TA 412, qui transporte des armes et du matériel de l'armée allemande en provenance de Limoges. Le convoi est précipité dans le vide d'une hauteur de trente-cinq mètres. Il n'y a aucune victime. Le même jour deux locomotives sautent à Ussel.
- 23 février :
  - déraillement d'une locomotive et de ses treize wagons près d'Égletons.
  - un transformateur électrique situé à proximité de la MAT est saboté.
- 24 février : les FTP de la 5e compagnie font dérailler un train entre Turenne et Brive puis lancent la locomotive sur le convoi déjà disloqué[14].
- 29 février : un accrochage en GMR et maquisards de l'AS à Treignac fait plusieurs morts et blessés dans chaque camp[19].
- 1er mars : déraillement d'un train à Alleyrat.
- 2 mars : un commando de FTP parvient à pénétrer dans la prison de Tulle, et libère les réfractaires et les résistants emprisonnés[20].
- 7 mars : échange de tirs sur le Bradascou, près d'Uzerche, contre les GMR.
- 24 mars : afin de se procurer des armes, la gendarmerie de Masseret est attaquée[5].
- Mars-avril : un maquis rattaché à l'Armée Secrète est constituée à Prats sur la commune de Salon-la-Tour afin de récupérer les parachutages exécutés toutes les pleines lunes.
- 26 mars au 19 avril : attaques contre la division de répression du général Walter Brehmer qui ratisse tout le département de la Corrèze et de la Dordogne et fait particulièrement la chasse aux Juifs.
- 27 mars :
  - en gare de Cornil une locomotive lancée à pleine vitesse heurte le convoi d'un train de marchandise à destination de Brive provoquant le déraillement de trois wagons[20].
  - 1re embuscade de Cornil[21].
- 1er avril : 2e embuscade de Cornil[21].
- Début mai :
  - à Beausoleil, sur la commune de Salon-la-Tour, les FTP de Georges Guingouin attaquent un autocar de miliciens qui venait de Masseret.
  - huit aviateurs américains sont pris en charge par la résistance de Salon-la-Tour.
- 5 mai 1944, massacre de résistants par la Wehrmacht au hameau des Bordes à Bonnefond en Corrèze.
- du 15 mai au 30 septembre 1944, Pierre Pranchère, est un combattant FTP[22].
- 28 mai : Embuscade de Vaussujean
- le 29 mai deux agents de la Gestapo, dont le capitaine Schmitt, sont abattus par trois FTP.
- le 5 juin au soir, après la réception sur la BBC du signal « La girafe a un long cou », suivi du second « Nous roulerons sur le gazon » les mouvements de résistance commencent l'intensification de la guérilla et du sabotage des voies de communications. Les sédentaires quittent leur domicile et rejoignent les unités de combat.
- 6 juin : la nuit du débarquement, les voies ferrées sont sabotées à Masseret, Condat-sur-Ganaveix et Uzerche. Dès le matin des accrochages avec la division SS Das Reich ont lieu au Sud du département de la Corrèze comme à Souillac et Noailles.
- 7 juin : première libération de Guéret par les maquisards limousins.
- 8 juin : 
  - 1re libération de Tulle par les maquisards limousins. La ville est réoccupée dans la soirée par la division SS Das Reich[23].
  - le village « Les Quatre Routes » à Albussac, situé sur la route nationale 140, est incendié par les SS Das Reich[24]
- 8 au 11 juin : attaques contre la division SS Das Reich, sur la RN 120, la RN 140 à Laguenne et Uzerche et sur la RN 89 au Sud-Est de Tulle. Les SS, en représailles, massacrent la population à Tulle, puis celle d'Oradour-sur-Glane. Toutes les voies ferrées autour de Tulle et d'Ussel sont sabotées.
- 9 juin : 
  - Massacre de Tulle[23].
  - Massacre de Combeauvert.
  - Guéret est reprise par les Allemands.
  - A bord de sa petite Volkswagen décapotable, Helmut Kämpfe, officier de la Waffen SS, double la colonne de blindés et part en reconnaissance, seul. Tout à coup, il tombe nez à nez avec une camionnette de maquisards. Il est capturé par les résistants de Georges Guingouin et embarqué à bord de leur véhicule, qui disparaît. Une stèle, un monolithe en granite, réalisée par l'artiste Jean-Joseph Sanfourche rappelle cette capture[25],[note 5].
  - Après négociations, la garnison allemande d'Ussel accepte de déposer les armes sous la protection d'une compagnie du premier régiment de France. Cette libération échoue après qu'une compagnie de FTP a pénétré dans le cantonnement pour s'emparer des armes[26].
- 10 juin : 
  - Massacre d'Oradour-sur-Glane[23].
  - Massacre du Malabre.
  - Massacre d'Ussel.
  - À Salon-la-Tour, Violette Szabo tombe dans une embuscade tendue par des éléments de la division SS Das Reich et est capturée.

- 12 juin : un groupe de 46 soldats allemands et une française soupçonnée de collaboration auraient été exécutés par un groupement des FTP sur la commune de Meymac d’après le témoignage d’un membre survivant du groupe FTP, Edmond Réveil, âgé de 18 ans à l’époque. Les fouilles entreprises en août 2023 à la suite de ce témoignage n'ont pas permis de retrouver les corps[28].
- 13 juin : une colonne allemande composée de trente-sept camions transportant quatre-cents parachutistes débloque la garnison d'Ussel[29].
- 14 juin : prise du barrage de Marèges par les maquisards Limousins.
- 25 juin : opération Zebra.
- 30 juin-20 août : combats contre la colonne Jesser.
- Juin-juillet :
  - De nombreux convois allemands se dirigent par route et chemin de fer vers la zone des combats en Normandie. Une collision volontaire entre deux trains est effectuée à « Vouspillac » (sur la commune de Salon-la-Tour) rendant la ligne impraticable durant six semaines.
  - Les parachutages se multiplient.
- 7 juillet : embuscade du Chavanon.
- 8 juillet : à Brive, un train complet avec seize canons de 25 et vingt-cinq camions est enlevé par les cheminots résistants[14].
- 15 juillet : opération Cadillac
- 17 juillet : la ligne de chemin de fer Paris-Toulouse est totalement coupée au Saillant d'Allassac.
- 18 au 24 juillet : bataille du Mont Gargan.
- 29-30 juillet : dans la nuit, un officier russe et soixante-dix-huit légionnaires de la légion des Tatars de la Volga passent à la résistance[29].
- 31 juillet : 
  - bataille de Chabanais.
  - Combat des Murels, sur la commune d'Albussac, par la 10e compagnie de l'Armée secrète[24]
- 7 juin au 24 août : attaques contre la colonne de répression du général Kurt Von Jesser.
- Le 1er août, devant les accrochages et opérations de guérillas qui se multiplient dans le département de la Corrèze, les nazis, pensant trouver une « division de terroristes », décident de se replier en Auvergne. La totalité des troupes de Jesser, légion Azerbaïdjanaise, les quelques éléments Tatars restant, SS et SIPO-SD quittent Ussel en direction de Clermont-Ferrand.
- 7 août : 3e embuscade de Cornil[21].
- 8 août : un train de matériel de guerre comprenant, entre autres, seize canons Hotchkiss de 25 mm avec une grande quantité d'obus et deux cuisines roulantes est enlevé en gare de Brive-la-Gaillarde, et vidé, par la résistance en gare d'Ussac[29].
- 9 août : bataille du Petit-Confolens (village de La Brousse commune de Droux)[30],[31].
- 11 août : un commando franco-américain parachuté attaque au pont du Pouget un train blindé venant de Limoges. Après une fusillade, les Allemands parviennent à retourner à Limoges, mais la voie ferrée est impraticable (et le restera jusqu'à leur départ du département).
- 12 au 17 août : siège d'Égletons levé par l'arrivée de la colonne Jesser.
- 13 août : deux officiers des FFI, Jean Craplet, de l'Armée secrète, et Léon Lanot, des Francs-tireurs et partisans, s'entendent pour attaquer la ville d'Ussel qui sert de base à la brigade Jesser[32]. Les combats durent jusqu'au 17 août.
- 15 août : reddition des troupes allemandes du lieutenant-colonel Heinrich Bohmer et libération de Brive-la-Gaillarde en Corrèze par les maquis AS de basse Corrèze. L'accord fut trouvée et la réédition est faite au Château de la Grande Borie à Malemort le 15 août à 21h15
- 16 août : libération de Tulle.
- 17 août :
  - libération d'Ussel, en fin de journée, qui avait été réoccupée par la brigade Jesser.
  - l'acte de reddition de la garnison allemande de Tulle est signée au Pont-de-Cornil. La signature a lieu dans l'hôtel, aujourd'hui disparu, qui est situé sur la commune de Chameyrat juste à la limite des deux communes[33],[34].
- Nuit du 19 au 20 août : drame du Champ-Long à Vitrac-sur-Montane. Un groupe de maquisards tombe nez-à-nez avec la colonne Jesser.
- 21 août : reddition des troupes allemandes de Limoges et entrée à pied en colonne des maquisards du colonel Georges Guingouin[35]. Louis Longequeue, est secrétaire du comité de Libération de Limoges.
- 22 août : le département de la Corrèze est totalement libéré[36].
- 25 août : libération définitive de Guéret.
- Septembre : Gilbert Bugeac est nommé vice-président puis président du Comité départemental de libération de la Corrèze, poste qu'il occupe jusqu'en juillet 1946.
- 12 septembre : le Comité de Libération de Tulle, se transforme en municipalité provisoire et accueille Jean Montalat parmi ses nouveaux membres.
- 15 décembre : parachutage de miliciens ou d'agents nazis sur le plateau des Étangs de Clergoux à Gimel.
- 7 janvier 1945 : Nouveau parachutage de miliciens aux alentours de Lagraulière.

## Jean Craplet dit commandant Duret
Jean Bernard Georges Craplet dit commandant Duret (8 décembre 1908 à Saint-Omer-18 août 1972 à Albertville) est le commandant la demi-brigade Corrèze-Nord de l'Armée secrète.
Saint-Cyrien promotion 1926-1928 du sous-lieutenant Pol Lapeyre, il prend le nom de guerre de « commandant Duret » après la dissolution de l'armée d'Armistice le 27 novembre 1942 après l'opération Anton et s'engage dans la résistance française,. Commandant la demi-brigade Corrèze-Nord de l'Armée secrète, il obtient la reddition de la garnison allemandes d'Ussel et se retrouve recherché activement par la brigade Jesser.
En 1944, il s'engage et participe aux combats de la 1re armée française, de 1945 à 1947, à la tête des 15e et 11e bataillons de chasseurs alpins en tant que troupes d'occupation en Autriche,. Pour ces faits d'armes il est décoré de la médaille de la Résistance française avec Rosette et de la Croix de guerre 1939-1945.
Après la guerre il est nommé à l’état-major de la 27e division alpine, et fait partie, après le traité de Paris, de la commission technique qui prépare les rectifications de frontières dans les Alpes entre la France et l'Italie.
Nommé colonel, il est affecté en Indochine, où il crée un groupe mobile dont l'efficacité lui vaudra trois citations et la Croix de guerre des Théâtres d'opérations extérieurs.
Revenu en métropole, il devient professeur à l'école spéciale militaire de Saint-Cyr. Il est ensuite nommé adjoint au général commandant la zone de Bône. Nommé général de brigade en 1958,, il sera promu général de division et général de corps d'armée en 1966. Il devient commandant de l'École d'application de l'infanterie de janvier 1959 à octobre 1960 puis commandant de l'école spéciale militaire de Saint-Cyr de novembre 1960 à 1962,.
Il termine sa carrière en tant qu'inspecteur général de l'infanterie.

### Hommages
Il est fait grand officier de la Légion d'honneur.
La rue du Général-Craplet à Clermont-Ferrand, ainsi qu'à La Courtine lui rendent hommage.
Le quartier Craplet à Barcelonnette lui rend hommage jusqu'à son changement de nom

## Épuration
À la Libération de la France, des comités provisoires d’épuration (non reconnus par la puissance publique) sont mis en place ; ces tribunaux d'exception commettent régulièrement des exécutions extrajudiciaires,. En Haute-Vienne, c'est ainsi trois-cent-cinquante personnes ou plus qui sont exécutées. Dans les années 1950, un bilan inférieur de deux-cent-cinquante victimes est établi.

### Épuration «sauvage»
Dans une communication au musée de la Résistance et de la Déportation de Limoges, en 2014, l'historien Pascal Plas fait remarquer, à propos de l’épuration « sauvage » économique dans la grande région de Limoges, que les comités provisoires sanctionnèrent plutôt des personnes considérées « comme "mauvais chefs", […] parfois pour des situations remontant à avant la guerre […], comme si une mémoire ouvrière des conditions sociales permettait à cette occasion de "rejouer" des conflits historiques. Selon l’historien, c’est bien ici l’illustration de la "théorie des conflits emboîtés" et la réémergence d’histoire(s) ancienne(s). »

### Femmes
Les femmes soupçonnées d'avoir eu des relations sexuelles avec l'occupant sont souvent tondues, exhibées nues et parfois aspergées à la lance d'arrosage pour les « nettoyer ». Elles sont ainsi une soixantaine à Limoges.

### Tribunaux
Un tribunal improvisé, la « cour de justice militaire FFI » est mis en place du 24 août 1944 au 14 septembre 1944, qui décide, sauf cas d'acquittement, de la mort dans les vingt-quatre heures,. Sans avocat, les condamnations sont expéditives : sur une semaine quarante-cinq personnes sont exécutées, une seule acquittée. Les archives ayant été détruites par « Gandhi » (un avoué de Ruffec, ancien de l'Action française nommé Raoux) qui présidait le tribunal, on sait peu de choses de son fonctionnement.
Ces condamnations expéditives sont juridiquement annulées par Pierre-Henri Teitgen le 8 juin 1945.
Une cour martiale est ensuite en place du 15 septembre au 28 septembre 1944. Une véritable cour de justice est mise en place du 23 octobre 1944 au 9 mars 1948 et fait exécuter douze personnes. Au total, quatre-vingt-treize condamnations à mort ont été prononcées et exécutées.

## Hommages et souvenir

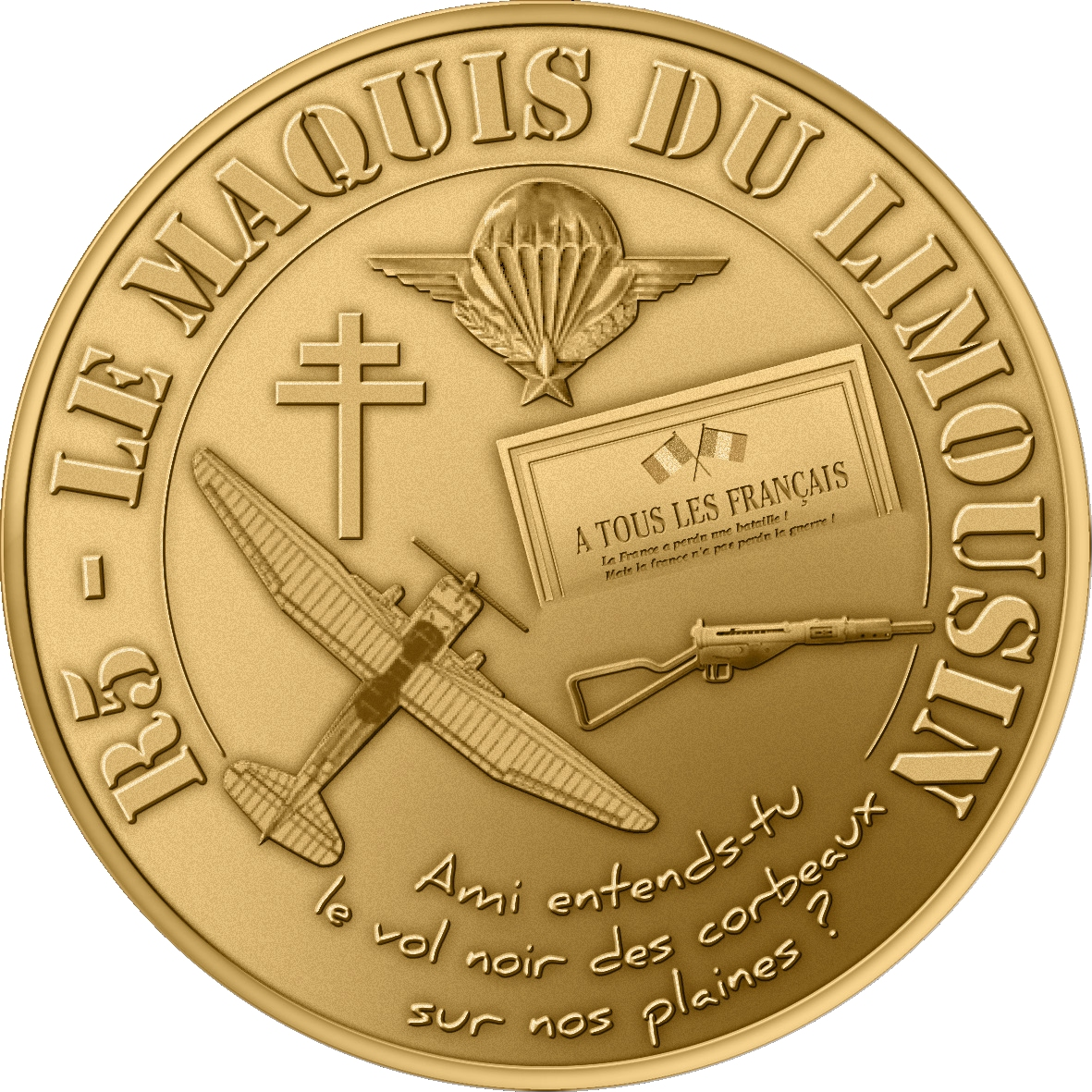
Visuel de la médaille souvenir « R5 - Le Maquis du Limousin ».

### À Georges Guingouin
- Un rond-point à Feytiat, une avenue et un pont de Limoges au-dessus de la Vienne portent le nom de Georges Guingouin.
- Depuis le 25 septembre 1998, le collège d'Eymoutiers est devenu le « collège Georges-Guingouin ».
- Le peintre limousin Paul Rebeyrolle, lui aussi « exilé » dans l'Aube, puis en Côte-d'Or, a dédié en 1987 à Georges Guingouin une œuvre monumentale intitulée Le Cyclope, installée à Eymoutiers[63].

### Autres
- Le mémorial de l'enlèvement du Sturmbannführer Helmut Kämpfe à environ quatre kilomètres à l'est de Saint-Léonard-de-Noblat sur la Route nationale 141 (France) a été conçu par l'artiste Jean-Joseph Sanfourche et inauguré en 1986 par Georges Guingouin[note 5].
- Une médaille souvenir « R5 - Le Maquis du Limousin » est frappée par la Monnaie de Paris à l'occasion des soixante-dix ans de la libération de la région.

### Reconstitution historique
Il existe au Texas un groupe de reconstitution historique dédié à la mémoire du maquis de l'As de Cœur, de l'Armée secrète-Mouvements unis de la Résistance - Corrèze.[réf. nécessaire]